# (28151) Markknopfler
(28151) Markknopfler est un astéroïde de la ceinture principale.

## Description
(28151) Markknopfler est un astéroïde de la ceinture principale. Il fut découvert par le programme ODAS le 22 octobre 1998 à Caussols. Il présente une orbite caractérisée par un demi-grand axe de 2,59 UA, une excentricité de 0,161 et une inclinaison de 4,43° par rapport à l'écliptique.
Il fut nommé en hommage au musicien écossais Mark Knopfler (né en 1949), connu pour avoir fondé le groupe de musique Dire Straits en tant que chanteur, compositeur, et guitariste leader.

## Compléments